# Voco酒店
voco酒店（是拉丁语词，意为“邀请”或“同行”）是洲际酒店集团旗下的酒店品牌。

## 历史
自2018年创立以来，该品牌已在英国、韓國、澳大利亚、新加坡、阿联酋和沙特阿拉伯设置分店。
首批酒店项目包括对科维维奥的12家酒店和黄金海岸拥有388间客房的水印酒店（Watermark Hotel）进行品牌重塑。2018年，洲际在英国签订了十三间奢华酒店租约。欧洲地区首间voco酒店设在卡迪夫圣大卫。2021年，洲际宣布已在逾20个国家（地区）签约50家酒店。
亚洲西南地区的首间voco酒店于2024年4月在印度吉姆·科贝特国家公园开幕。该度假酒店毗邻科西河，占地13.5英亩，拥有70间设备齐全的客房。
2024年6月，麗寶集團旗下的福容大飯店，首度與「洲際酒店集團」合作，在台灣嘉義市「嘉義福容voco酒店」開幕。